# Nicolaus Wendelin Schmidt
Nikolaus Wendelin Schmidt (* 20. Mai 1883 in Mühlheim am Main (Hessen); † 17. September 1954 in Berlin-Lichterfelde) war ein deutscher Bildhauer. Er erhielt 1913 den Rompreis Villa Massimo. Er war verheiratet mit der Künstlerin Johanna Helene Charlotte Schröder, genannt Hannes Petersen.

## Biografie
Schmidt studierte bei Professor Breuer an der Königlich akademischen Hochschule für die bildenden Künste zu Berlin. Schon als Student gewann er Preise. Im Alter von 20 Jahren gewann er als einer der ersten den Rompreis (1913), der mit einer für ein Jahr finanzierten Studienreise nach Frankreich und Italien und Aufenthalt in der Villa Massimo (1913/14) in Rom verbunden war. Seine Stärke lag in Porträts und in lebensgroßen Plastiken. Etwa 100 sind nachweisbar, es wurden aber mit Sicherheit mehr gefertigt, sie befinden sich teilweise in Museen (z. B. Kleinplastik im ehemaligen Museum für Leibesübungen in Berlin) oder mehrheitlich in Privatbesitz. Außerdem wurden von ihm zahlreiche Zeichnungen und Radierungen gefertigt.

## Ausstellungen
Schmidt gestaltete mehrere Ausstellungen, beginnend vor dem Ersten Weltkrieg bis zum Ende der 1940er Jahre u. a. Große Berliner Kunstausstellung 1916.